# Суленцин (гміна)
Гміна Суленцин (пол. Gmina Sulęcin) — місько-сільська гміна у північно-західній Польщі. Належить до Суленцинського повіту Любуського воєводства.
Станом на 31 грудня 2011 у гміні проживало 16307 осіб.

## Площа
Згідно з даними за 2007 рік площа гміни становила 319.72 км², у тому числі:
- орні землі: 27.00%
- ліси: 55.00%

Таким чином, площа гміни становить 27.15% площі повіту.

## Населення
Станом на 31 грудня 2011:
| Опис     | Загалом | Загалом | Чоловіки | Чоловіки | Жінки | Жінки |
| -------- | ------- | ------- | -------- | -------- | ----- | ----- |
| одиниця  | осіб    | %       | осіб     | %        | осіб  | %     |
| все      | 16307   | 100     | 8072     | 49.50    | 8235  | 50.50 |
| міське   | 10270   | 100     | 4985     | 48.54    | 5285  | 51.46 |
| сільське | 6037    | 100     | 3087     | 51.13    | 2950  | 48.87 |

## Сусідні гміни
Гміна Суленцин межує з такими гмінами: Бледзев, Кшешице, Лаґув, Любжа, Любневіце, М'єндзижеч, Осьно-Любуське, Тожим.